# Arthur Sapeck

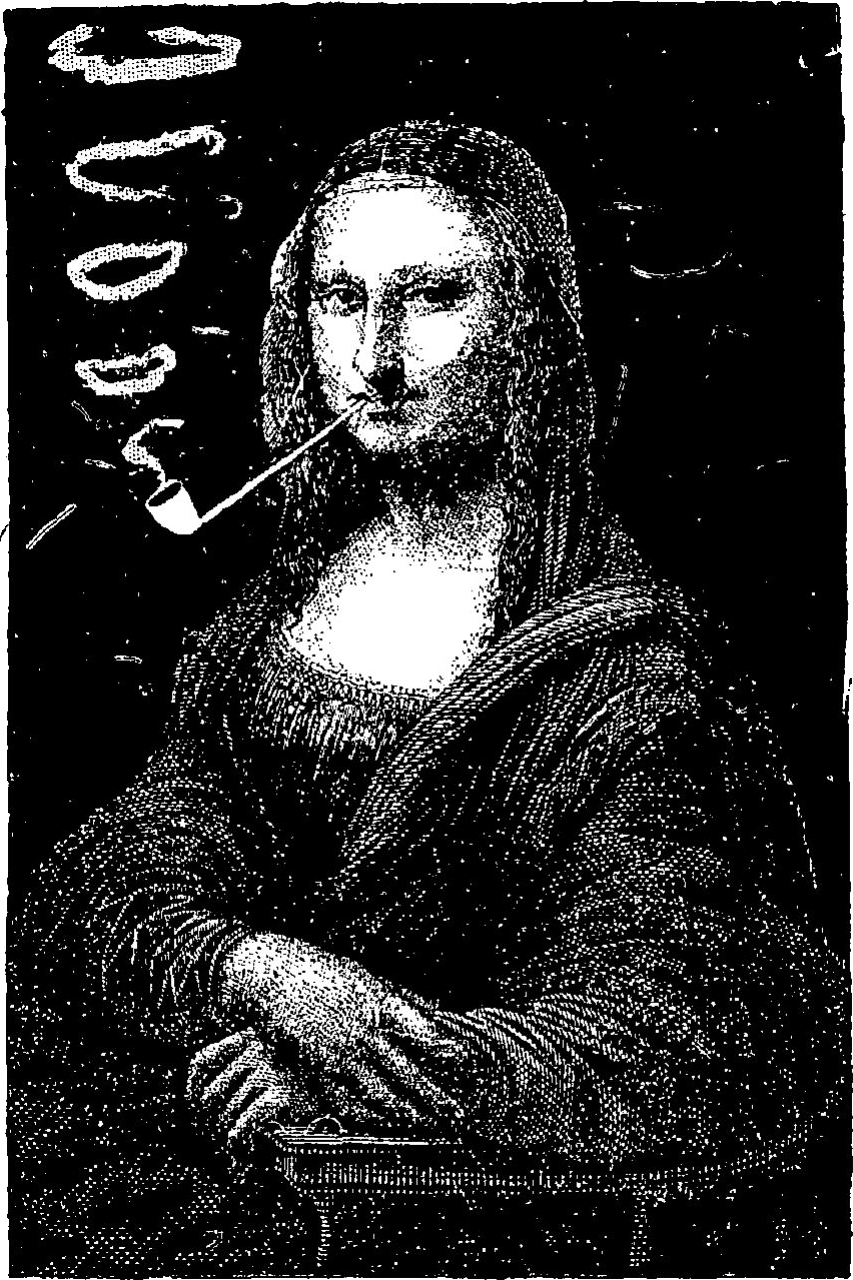
La Joconde fumant la pipe in Le Rire, 1887

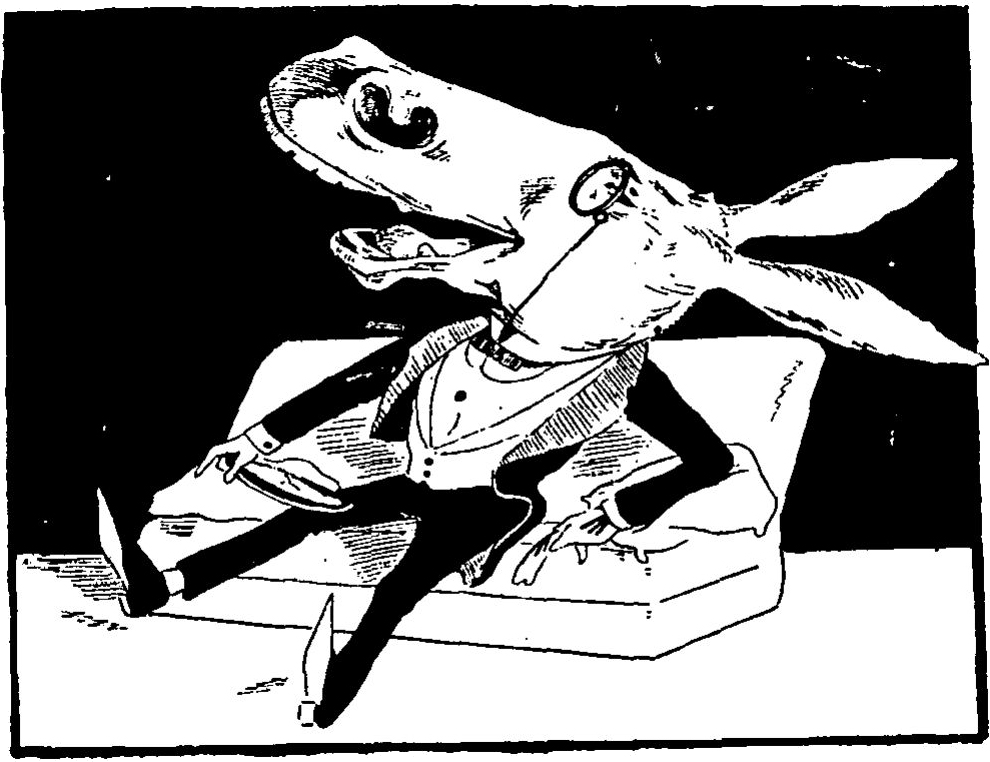
Illustration in Le Rire

Arthur Sapeck, eigentlich Eugène Bataille, vollständig Eugène François Bonaventure Bataille  (geboren 7. Mai 1854 in Le Mans; gestorben 10. Juni 1891 in Clermont (Oise)) war ein französischer Illustrator.  

## Leben
Sapeck war ein Teilnehmer der intellektuellen französischen Bewegungen Les Hydropathes, der „Fumistes“ und der „Arts Incohérents“. 1883 realisierte Sapeck für die Ausstellung „Arts Incohérents“ die Karikatur Mona Lisa fumant la pipe (Mona Lisa, eine Pfeife rauchend), die ein direkter Vorgänger von Marcel Duchamps Ready-made L.H.O.O.Q. aus dem Jahr 1919 war. Sie wurde 1887 von Alexandre Coquelin, genannt Coquelin cadet (1848–1909), in Le Rire veröffentlicht.
1888 heiratete Bataille und wurde Vater von zwei Kindern. Ein Jahr später wurde er infolge einer psychischen Erkrankung in ein Heim in Clermont-de-l’Oise eingewiesen, wo er bereits 1891 starb.

## „Anti-Art“
Als unmittelbare Vorgänger des Dadaismus wird die Pariser Arts Incohérents gesehen, die sich bereits im ausgehenden 19. Jahrhundert als erste Bewegung gegen die herkömmliche Kunst einsetzte. Sie wurde von Jules Lévy 1882 gegründet, organisierte Ausstellungen mit satirischem und humoristischem Hintergrund und zeigte beispielsweise „… Zeichnungen von Leuten, die nicht zeichnen können …“. Außerdem veranstaltete sie Maskenbälle mit Themen aus der Tradition der Kabarettkultur des Montmartre. Die Bewegung, der Sapeck angehörte, war kurzlebig, sie endete bereits 1896. Doch wies sie mit den Themen ihrer Werke auf die Avantgarde des 20. Jahrhunderts voraus, beispielsweise auf Ready-mades und monochrome Werke.

## Publikationen
- Le dernier jour de l'institution Pompei : farce en un acte. Illustrationen A. Sapeck. Paris : Ollendorff, 1882
- Sapeck: L'homme mort! Monologue posthume. Paris : Ollendorff 1887